# Mandronarivo
Mandronarivo is een plaats en commune in het zuiden van Madagaskar, behorend tot het district Beroroha, dat gelegen is in de regio Atsimo-Andrefana. Tijdens een volkstelling in 2001 telde de plaats 7.386 inwoners.
De plaats biedt alleen lager onderwijs en beperkt middelbaar onderwijs aan. 85% van de bevolking werkt als landbouwer en 14% houdt zich bezig met veeteelt. Het belangrijkste landbouwproduct is rijst; andere belangrijke producten zijn maniok en zoete aardappelen. Verder is 1% actief in de dienstensector.